# Castilla-La Mancha Fútbol Sala
El Castilla-La Mancha Fútbol Sala fou un club de futbol sala espanyol de la ciutat de Talavera de la Reina, Castella-La Manxa. Jugava al Pavelló Municipal 1r de Maig.
El club va ser fundat l'any 1984 a la ciutat de Toledo. Ascendí a la divisió d'honor de la LNFS la temporada 1989-90. Hi jugà de forma ininterrompuda fins a la temporada 1999-00. En finalitzar aquesta temporada, el propietari del club va tenir desavinences amb el batlle de Talavera i decidí vendre la plaça de l'equip al Azkar Lugo FS.
Evolució del nom:
- 1984: Toledo FS
- 1990: Caja Toledo
- 1992: Caja Castilla-La Mancha
- 1995: Toledart
- 1996: Castilla-La Mancha Talavera[6]

## Palmarès
- Lliga espanyola de futbol sala masculina:[7]
  - 1991-92, 1996-97
- Copa espanyola de futbol sala masculina:
  - 1990-91
- Supercopa espanyola de futbol sala masculina:
  - 1996-97
- Campionat d'Europa de clubs de futbol sala:
  - 1997-98
- Copa Ibèrica de futbol sala:
  - 1992-93